# José Veitia Linaje
José Veitia Linaje (n. Burgos en 1620, m. Madrid en 1688) fue un magistrado y administrador de España, y autor de una importante obra sobre comercio y legislación del tráfico con los reinos de Indias.  
Sus apellidos aparecen ocasionalmente como Veytia y Linage. No debe confundírsele con su sobrino, Juan José de Veitia, quien fue gobernador de Yucatán, juez de alcabalas y alcalde mayor de Puebla; o con el sobrino del anterior, José Fernández de Villanueva Veitia y Linaje, fiscal y luego oidor de la Real Audiencia de México (1728), así como  superintendente de la Real Casa de Moneda  de México (1729).
Fueron sus padres Pedro de Veitia Gasteatigui y María Alonso de Linaje. En 1644 contrajo matrimonio con Tomasa de Murillo.

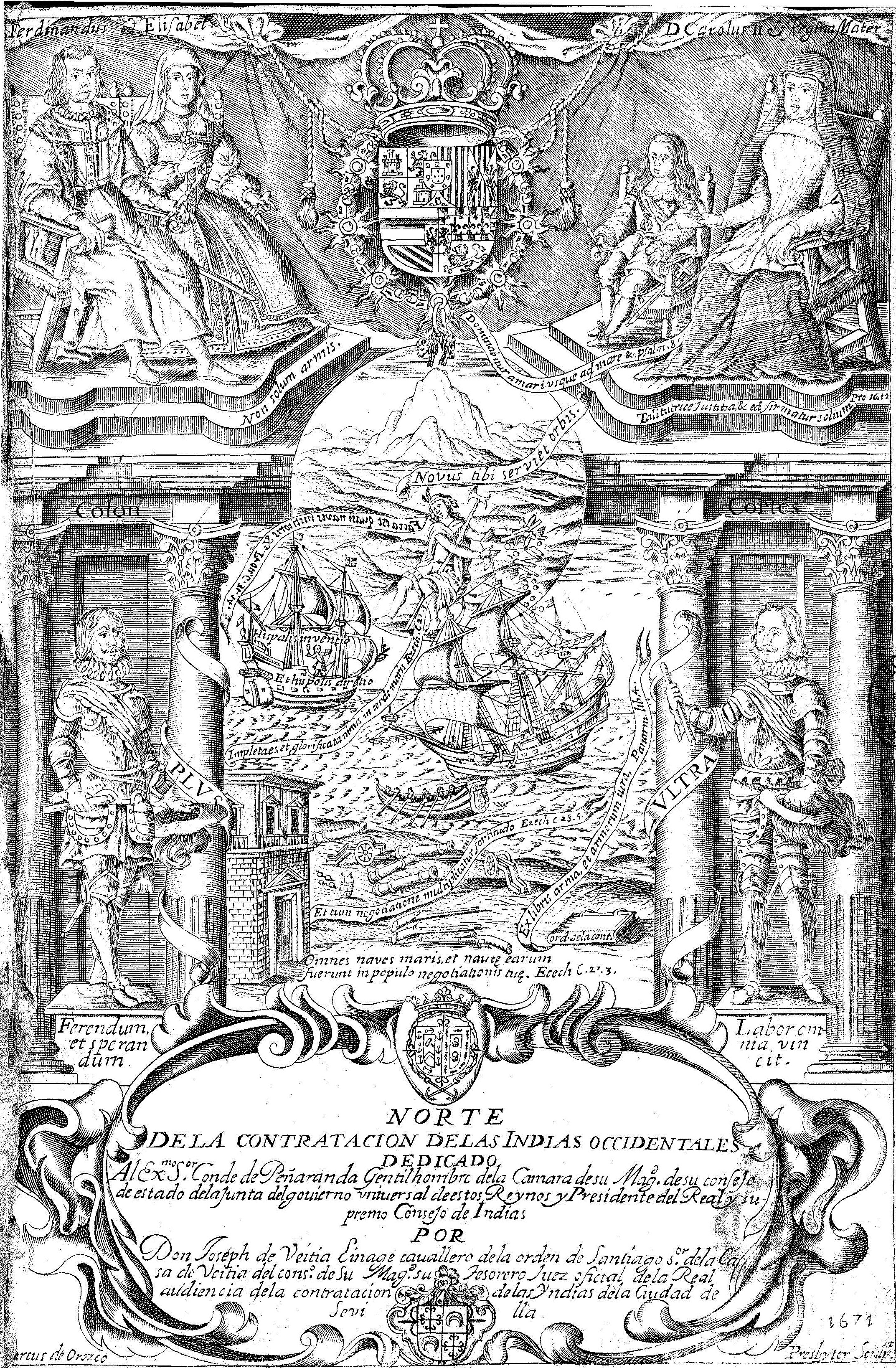
Grabado en la portada del Norte de la contratación de las Indias Occidentales libro de Joseph de Veitia Linage sobre la Casa de la Contratación de Indias

En 1646 José Veitia Linaje era contador del almojarifazgo, y en 1649 entró en la Casa de Contratación de Sevilla como teniente del tesorero. Adquirió el oficio de contador propietario de averías de dicha Casa en 1653 y en 1659 se le nombró tesorero y juez de la Casa de Contratación. En 1678 ingresó a la Orden de Santiago. 
En 1677 pasó a Madrid como secretario de la parte de Nueva España en el Consejo de Indias, cargo que desempeñó hasta su fallecimiento en 1688.
El título de su obra Norte de la contratación de las Indias Occidentales alude a que era una guía, similar a la brújula. Trata del derecho político y judicial, así como del ejército y la marina. Está dividida en dos libros. El primero trata de la historia, las reglamentaciones y la forma de organización y jurisdicción de la Casa de Contratación de Sevilla. El segundo se ocupa de la organización y funcionamiento de las flotas que navegaban a las Indias. Es muy relevante para conocer la administración de las tierras de ultramar y fue muy consultada en su tiempo.

## Obras
- Norte de la contratación de las Indias Occidentales (1672)